# 이향렬
이향렬(李鄕烈, 1942년 5월 25일 ~ )은 대한민국의 행정관료 겸 기업가이다.

## 생애

### 학력
- 고성농업고등학교 졸업
- 서울대학교 사회학과 학사
- 서울대학교 대학원 행정학 석사

### 주요 경력
- 대한민국 행정고시 10회 출신.
- 1996년 3월 19일 - 건설교통부 차관보.
- 1997년 3월 6일 - 건설교통부 차관보 겸 차관 직무대행 서리
- 1997년 3월 19일 - 건설교통부 차관 직무대행 서리 퇴임.
- 1999년 1월 12일 - 건설교통부 차관보 퇴임.
- 부산교통공단 이사장
- 제1대 대한주택보증협회사 사장